# Čož
Čož je priimek v Sloveniji, ki ga je po podatkih Statističnega urada Republike Slovenije na dan 1. januarja 2018 uporabljalo 243 oseb in je med vsemi priimki po pogostosti uporabe uvrščen na 1968. mesto.

## Znani nosilci
- Boris Trampuž - Čož (1912—1975), politik, diplomat in kulturni delavec